# Houssay (Mayenne)
Pour les articles homonymes, voir Houssay.
Houssay est une commune française, située dans le département de la Mayenne en région Pays de la Loire, peuplée de 496 habitants.
La commune fait partie de la province historique de l'Anjou (Haut-Anjou).

## Géographie
La commune est située dans le sud-Mayenne.

### Climat
Pour des articles plus généraux, voir Climat des Pays de la Loire et Climat de la Mayenne.
En 2010, le climat de la commune est de type climat océanique altéré, selon une étude du CNRS s'appuyant sur une série de données couvrant la période 1971-2000. En 2020, Météo-France publie une typologie des climats de la France métropolitaine dans laquelle la commune est exposée à un climat océanique et est dans une zone de transition entre les régions climatiques « Bretagne orientale et méridionale, Pays nantais, Vendée » et « Moyenne vallée de la Loire ». 
Pour la période 1971-2000, la température annuelle moyenne est de 11,2 °C, avec une amplitude thermique annuelle de 13,6 °C. Le cumul annuel moyen de précipitations est de 718 mm, avec 11,8 jours de précipitations en janvier et 6,5 jours en juillet. Pour la période 1991-2020, la température moyenne annuelle observée sur la station météorologique de Météo-France la plus proche, sur la commune de Villiers-Charlemagne à 5 km à vol d'oiseau, est de 12,0 °C et le cumul annuel moyen de précipitations est de 767,9 mm,. Pour l'avenir, les paramètres climatiques de la commune estimés pour 2050 selon différents scénarios d'émission de gaz à effet de serre sont consultables sur un site dédié publié par Météo-France en novembre 2022.

## Urbanisme

### Typologie
Au 1er janvier 2024, Houssay est catégorisée commune rurale à habitat dispersé, selon la nouvelle grille communale de densité à sept niveaux définie par l'Insee en 2022.
Elle est située hors unité urbaine. Par ailleurs la commune fait partie de l'aire d'attraction de Laval, dont elle est une commune de la couronne,. Cette aire, qui regroupe 66 communes, est catégorisée dans les aires de 50 000 à moins de 200 000 habitants,.

### Occupation des sols
L'occupation des sols de la commune, telle qu'elle ressort de la base de données européenne d’occupation biophysique des sols Corine Land Cover (CLC), est marquée par l'importance des territoires agricoles (94,4 % en 2018), en diminution par rapport à 1990 (98 %). La répartition détaillée en 2018 est la suivante : 
terres arables (34,9 %), zones agricoles hétérogènes (31,7 %), prairies (27,8 %), forêts (3,4 %), zones urbanisées (2,2 %). L'évolution de l’occupation des sols de la commune et de ses infrastructures peut être observée sur les différentes représentations cartographiques du territoire : la carte de Cassini (XVIIIe siècle), la carte d'état-major (1820-1866) et les cartes ou photos aériennes de l'IGN pour la période actuelle (1950 à aujourd'hui).

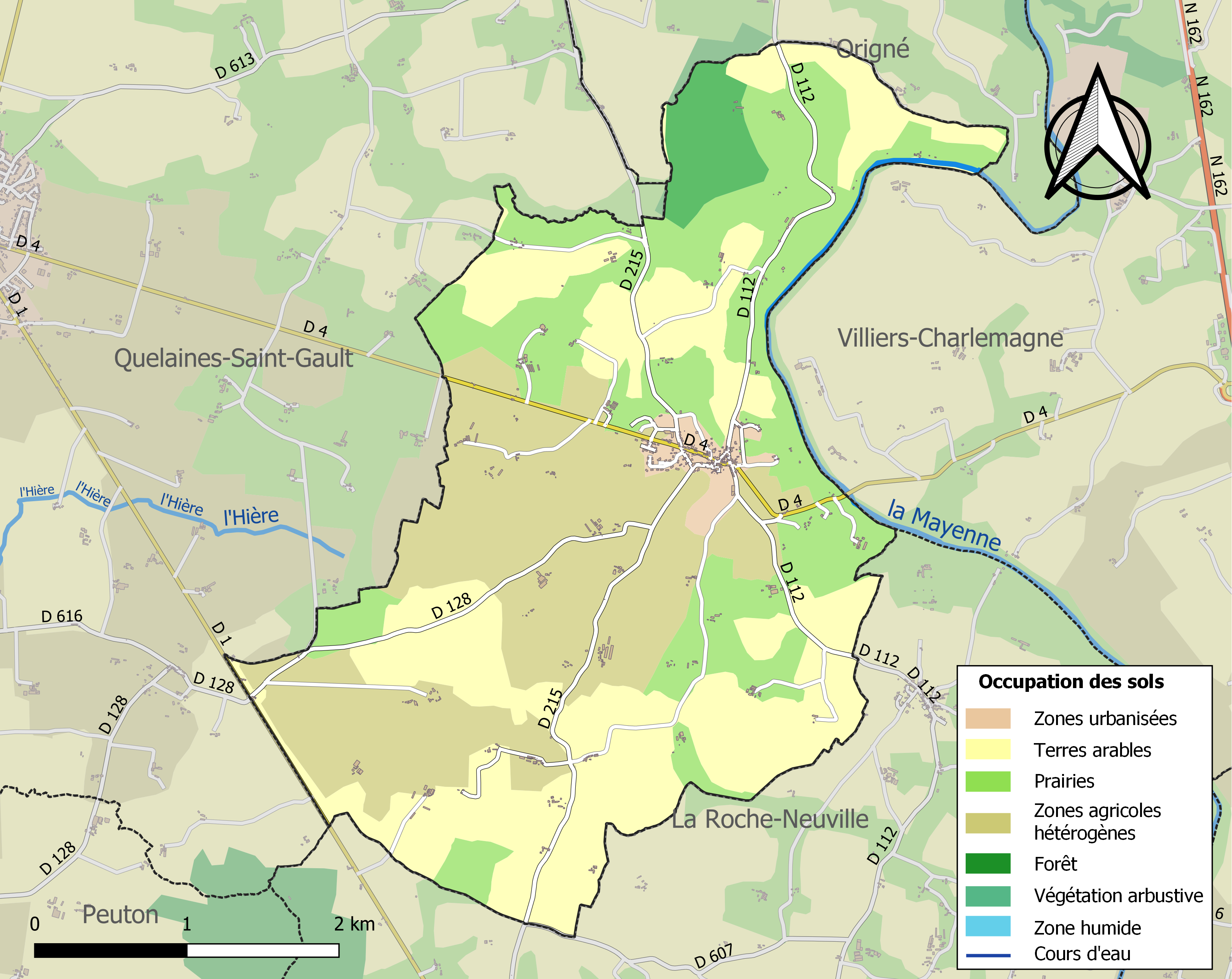
Carte des infrastructures et de l'occupation des sols de la commune en 2018 (CLC).

## Histoire
La commune faisait partie de la sénéchaussée angevine de Château-Gontier dépendante de la sénéchaussée principale d'Angers depuis le Moyen Âge jusqu'à la Révolution française.
En 1790, lors de la création des départements français, une partie de Haut-Anjou a formé le sud du département de la Mayenne, région appelée aujourd’hui Mayenne angevine.

## Politique et administration
| Période    | Période  | Identité         | Étiquette | Qualité                |
| ---------- | -------- | ---------------- | --------- | ---------------------- |
| avant 1958 | ?        | Adolphe Bézier   | CNIP      | Agriculteur-exploitant |
| 1995       | En cours | Jean-Marie Gigan | SE        | Agriculteur            |

## Population et société

### Démographie
L'évolution du nombre d'habitants est connue à travers les recensements de la population effectués dans la commune depuis 1793. Pour les communes de moins de 10 000 habitants, une enquête de recensement portant sur toute la population est réalisée tous les cinq ans, les populations de référence des années intermédiaires étant quant à elles estimées par interpolation ou extrapolation. Pour la commune, le premier recensement exhaustif entrant dans le cadre du nouveau dispositif a été réalisé en 2007.
En 2022, la commune comptait 496 habitants, en évolution de +2,06 % par rapport à 2016 (Mayenne : −0,73 %, France hors Mayotte : +2,11 %).
| 1793  | 1800 | 1806  | 1821  | 1831  | 1836  | 1841  | 1846  | 1851  |
| ----- | ---- | ----- | ----- | ----- | ----- | ----- | ----- | ----- |
| 1 040 | 607  | 1 020 | 1 009 | 1 019 | 1 024 | 1 009 | 1 013 | 1 087 |

| 1856  | 1861  | 1866 | 1872 | 1876 | 1881 | 1886 | 1891 | 1896 |
| ----- | ----- | ---- | ---- | ---- | ---- | ---- | ---- | ---- |
| 1 032 | 1 064 | 756  | 726  | 691  | 682  | 685  | 674  | 675  |

| 1901 | 1906 | 1911 | 1921 | 1926 | 1931 | 1936 | 1946 | 1954 |
| ---- | ---- | ---- | ---- | ---- | ---- | ---- | ---- | ---- |
| 637  | 584  | 577  | 535  | 514  | 528  | 500  | 525  | 512  |

| 1962 | 1968 | 1975 | 1982 | 1990 | 1999 | 2006 | 2007 | 2012 |
| ---- | ---- | ---- | ---- | ---- | ---- | ---- | ---- | ---- |
| 456  | 398  | 349  | 334  | 333  | 363  | 388  | 391  | 467  |

| 2017 | 2022 | - | - | - | - | - | - | - |
| ---- | ---- | - | - | - | - | - | - | - |
| 491  | 496  | - | - | - | - | - | - | - |

### Enseignement
Le village d'Houssay comprend une école publique qui accueille 80 élèves répartis dans quatre classes.

## Culture locale et patrimoine

### Lieux et monuments
- Église Saint-Hilaire, XIXe siècle.

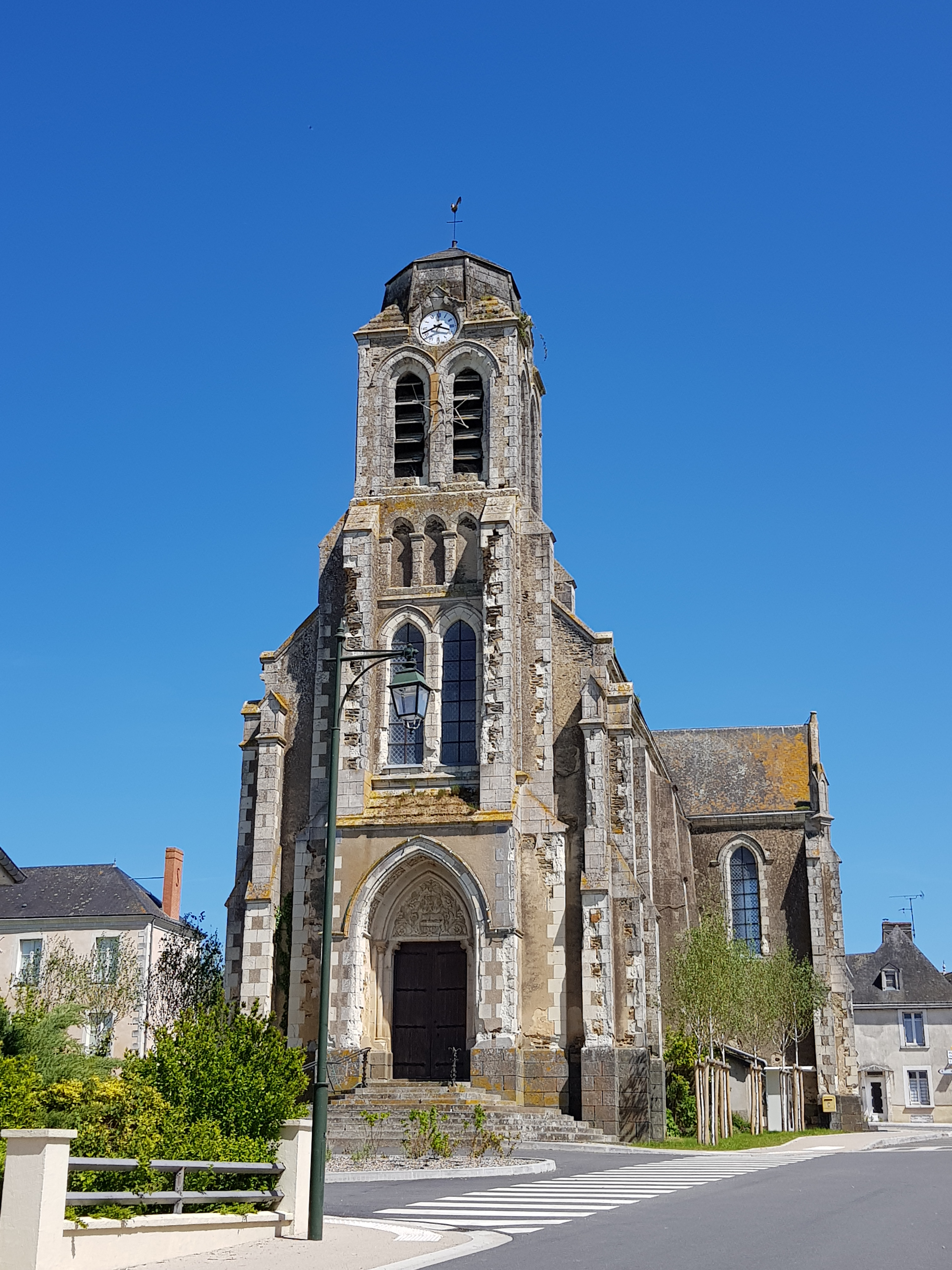
L'église Saint-Hilaire.

- Situé le long du chemin ombragé qui part du lieu-dit Choiseau, un ensemble de mégalithes est composé d’un dolmen et de deux menhirs.

### Personnalités liées à la commune
- Joseph Maillard (1822 à Houssay - 1897), religieux.

### Héraldique
| Blason de Houssay | Blason  | D’azur, à une couleuvre d’argent, ondoyante en pal, la tête enfermée en chef à l’intérieur de la voûte centrale d’un pont de trois arches d’argent, maçonné de sable, et accostée de deux feuilles de houx d’or, mises en chevron versé. |
| Blason de Houssay | Détails | - Créé par Jean-Claude MOLINIER, héraldiste amateur, et adopté par la municipalité le 19 juin 2000: L’azur indique la présence importante de l’eau avec le fleuve Mayenne qui longe la limite communale de part en part. Les feuilles de houx rappellent le nom de la commune. Elles sont disposées en V pour imager la topographie du bourg dans une vallée au bord de la Mayenne. La couleuvre est l’une des représentations traditionnelles d’Hilaire, le saint patron de Houssay. Il était connu pour chasser les serpents, autrement dit pour imposer la sagesse du christ face aux croyances païennes. Le pont de trois arches symbolise celui de la Valette qui permet l’entrée sur le territoire communal et qui est très connu dans le secteur. Les ornements sont deux deux gerbes de lin de sinople, fleuries d’azur, mises en sautoir par la pointe et liées d’azur afin d’honorer l’activité agricole et plus particulièrement cette ancienne culture qu’exploitaient de nombreux tisserands autrefois. Le listel d'argent porte le nom de la commune en lettres majuscules de sable. La couronne de tours dit que l’écu est celui d’une commune ; elle n’a rien à voir avec des fortifications. Le statut officiel du blason reste à déterminer. |